# برايان فوستر (لاعب هوكي الجليد)
برايان فوستر (بالإنجليزية: Brian Foster)‏ هو لاعب هوكي الجليد أمريكي، ولد في 4 فبراير 1987 في بيمبروك في الولايات المتحدة.

## وصلات خارجية
- برايان فوستر على موقع دوري الهوكي الوطني (الإنجليزية)
- برايان فوستر على موقع EliteProspects.com (الإنجليزية)
- برايان فوستر على موقع HockeyDB.com (الإنجليزية)
- برايان فوستر على موقع Hockey-Reference.com (الإنجليزية)